# میمون شاه ۲
میمون شاه ۲ (انگلیسی: The Monkey King 2) یک فیلم اکشن و فانتزی هنگ کنگی-چینی محصول سال ۲۰۱۶ که بر اساس رمان کلاسیک قرن شانزدهمی سیر باختر اثر وو چنگین ساخته شده‌است. این فیلم به صورت سه بعدی فیلمبرداری شد. از بازیگران آن می‌توان به آرون کووک و گونگ لی اشاره کرد.
این فیلم در ایالات متحده در ۵ فوریه، در هنگ کنگ در ۶ فوریه و در چین در ۸ فوریه ۲۰۱۶ منتشر شد. دنباله‌ای به نام میمون شاه ۳ در سال ۲۰۱۸ در چین منتشر شد.

## داستان
میمون شاه باید از یک راهب مسافر که دارای رازی هست در برابر یک جادوگر خبیث که به دنبال جاودانگی می‌باشد، محافظت کند. اما…